# 10.º Regimiento de Instrucción Aérea
El 10º Regimiento de Instrucción Aérea (10. Flieger-Ausbildungs-Regiment) unidad militar de la Luftwaffe de la Alemania.

## Historia
Formada el 1 de abril de 1939 en Neukuhren desde el 10.º Batallón de Reemplazo Aéreo con:
- Stab
- I Batallón de Instrucción desde el 10.º Batallón de Reemplazo Aéreo
- Escuela Elemental de Vuelo (Escuela/10.º Regimiento de Instrucción Aérea) desde la Escuela Mixta Experimental Superior Neukuhren.

El II Batallón de Instrucción fue formada en 1940, mientras la Escuela/10º Regimiento de Instrucción Aérea deja el regimiento el 1 de enero de 1941, y se convirtió 125° Escuela Mixta Experimental Superior. Trasladado a Maubeuge (Bélgica) en abril de 1941(?). El 16 de agosto de 1942 es redesignado como el 10º Regimiento Aéreo.

## Comandantes
- Mayor general Franz Biwer - (1 de abril de 1939 - 19 de octubre de 1942)

## Orden de Batalla
- 1939 – 1940: Stab, I. (1-5), 6., 7., Escuela.
- 1941 – 1942: Stab, I. (1-5), 7., II. (8-12).